# World Full Contact Association
De World Full Contact Association (WFCA) is een internationale sportfederatie voor vechtsport.

## Historiek
De WFCA werd op 15 januari 1997 opgericht te Nijmegen als sportfederatie voor de full contact vechtsporten. De sportbond is actief in het thaiboksen, kickboksen ("K-1-reglement") en MMA.